# ABN AMRO Open 2023
ABN AMRO Open 2023 byl tenisový turnaj hraný na mužském profesionálním okruhu ATP Tour v aréně Rotterdam Ahoy. Jubilejní padesátý ročník Rotterdam Open probíhal  mezi 13. až 19. únorem 2023 v nizozemském Rotterdamu na krytých dvorcích s tvrdým povrchem GreenSet.
Turnaj dotovaný 2 224 460 eury patřil do kategorie ATP Tour 500. Nejvýše nasazeným singlistou se opět stal třetí tenista světa Stefanos Tsitsipas z Řecka, kterého ve druhém kole vyřadil pozdější finalista Jannik Sinner. Jako poslední přímý účastník do hlavní soutěže nastoupil švýcarský 61. hráč žebříčku Marc-Andrea Hüsler. V důsledku invaze Ruska na Ukrajinu na konci února 2022 řídící organizace tenisu ATP, WTA a ITF s grandslamy rozhodly, že ruští a běloruští tenisté mohli dále na okruzích startovat, ale do odvolání nikoli pod vlajkami Ruska a Běloruska.
Šestnáctý singlový titul na okruhu ATP Tour vybojoval Daniil Medveděv, který se po skončení vrátil do první světové desítky na 8. místo. Čtyřhru ovládli Chorvat Ivan Dodig s Američanem Austinem Krajickem, kteří získali čtvrtou společnou trofej.

## Rozdělení bodů a finančních odměn

### Rozdělení bodů
| Soutěž  | Soutěž      | vítězové | finalisté | semifinalisté | čtvrtfinalisté | 16 v kole | 32 v kole | Q  | Q2 | Q1 |
| ------- | ----------- | -------- | --------- | ------------- | -------------- | --------- | --------- | -- | -- | -- |
| dvouhra | [ 1 ] [ 5 ] | 500      | 300       | 180           | 90             | 45        | 0         | 20 | 10 | 0  |
| čtyřhra | [ 6 ]       | 500      | 300       | 180           | 90             | 0         | —         | —  | —  | —  |

### Finanční odměny
| Soutěž                              | Soutěž      | vítězové  | finalisté | semifinalisté | čtvrtfinalisté | 16 v kole | 32 v kole | Q2      | Q1      |
| ----------------------------------- | ----------- | --------- | --------- | ------------- | -------------- | --------- | --------- | ------- | ------- |
| dvouhra                             | [ 1 ] [ 5 ] | 387 940 € | 208 730 € | 111 245 €     | 56 835 €       | 30 345 €  | 16 180 €  | 8 295 € | 4 650 € |
| čtyřhra                             | [ 6 ]       | 127 440 € | 67 960 €  | 34 380 €      | 17 190 €       | 8 900 €   | —         | —       | —       |
| částka ve čtyřhře je uvedena na pár |             |           |           |               |                |           |           |         |         |

## Mužská dvouhra

### Nasazení
| Stát                         | Hráč                  | ATP | Nasazení |
| ---------------------------- | --------------------- | --- | -------- |
| Řecko                        | Stefanos Tsitsipas    | 3.  | 1.       |
|                              | Andrej Rubljov        | 5.  | 2.       |
| Kanada                       | Félix Auger-Aliassime | 7.  | 3.       |
| Dánsko                       | Holger Rune           | 9.  | 4.       |
| Polsko                       | Hubert Hurkacz        | 10. | 5.       |
|                              | Daniil Medveděv       | 12. | 6.       |
| Španělsko                    | Pablo Carreño Busta   | 15. | 7.       |
| Německo                      | Alexander Zverev      | 16. | 8.       |
| Žebříček ATP k 6. únoru 2023 |                       |     |          |

### Jiné formy účasti
Následující hráči obdrželi divokou kartu do hlavní soutěže:
- Gijs Brouwer
- Tallon Griekspoor
- Tim van Rijthoven

Následující hráči postoupili z kvalifikace:
- Grégoire Barrère
- Aslan Karacev
- Constant Lestienne
- Mikael Ymer

Následující hráč postoupil z kvalifikace jako šťastný poražený:
- Quentin Halys

### Odhlášení
před zahájením turnaj
- Borna Ćorić → nahradil jej  Quentin Halys
- Dan Evans → nahradil jej  David Goffin
- Karen Chačanov → nahradil jej  Benjamin Bonzi

## Mužská čtyřhra

### Nasazení
| Stát                         | Hráč            | Stát               | Hráč             | ATP | Nasazení |
| ---------------------------- | --------------- | ------------------ | ---------------- | --- | -------- |
| Nizozemsko                   | Wesley Koolhof  | Spojené království | Neal Skupski     | 2.  | 1.       |
| Chorvatsko                   | Nikola Mektić   | Chorvatsko         | Mate Pavić       | 15. | 2.       |
| Chorvatsko                   | Ivan Dodig      | USA                | Austin Krajicek  | 20. | 3.       |
| Spojené království           | Lloyd Glasspool | Finsko             | Harri Heliövaara | 22. | 4.       |
| Žebříček ATP k 6. únoru 2023 |                 |                    |                  |     |          |

### Jiné formy účasti
Následující páry obdržely divokou kartu do hlavní soutěže:
- Tallon Griekspoor /  Botic van de Zandschulp
- Petros Tsitsipas /  Stefanos Tsitsipas

Následující pár postoupil z kvalifikace:
- Sander Gillé /  Joran Vliegen

### Odhlášení
před zahájením turnaje
- Karen Chačanov /   Andrej Rubljov → nahradili je  Fabrice Martin /   Andrej Rubljov

## Přehled finále

### Mužská dvouhra
- Daniil Medveděv vs.  Jannik Sinner, 5–7, 6–2, 6–2

### Mužská čtyřhra
- Ivan Dodig /  Austin Krajicek vs.  Rohan Bopanna /  Matthew Ebden, 7–6(7–5), 2–6, [12–10]